# تجاوز سعة المخزن المؤقت
تجاوز سعة المخزن المؤقت أو فيض الدَّارئ (بالإنجليزية: Buffer overflow)‏ هو مصطلح مستخدم في علوم الحاسب والبرمجة للإشارة إلى خطأ برمجي قد يسبب تجاوز السعة التخزينية المخصصة لمدخل على التعامل مع البيانات المرسلة له، وفي بعض الحالات تعتبر مثل هذه الأخطاء البرمجية ثغرات أمنية تعطي المخترق مساحة لزرع برمجيات خبيثة.
ومثل هذه الهجمات يمكن استخدامها على خادمات المواقع وتعرف باسم «هجمات الحرمان من الخدمات» أو يمكن استعمالها في اختراق الخادم بشكل كامل ومع صلاحيات قد تصل إلى root أحيانا وهذا النوع من الثغرات يعد الأخطر على الإطلاق وحتى الآن لا يوجد لها حل فعال بل فقط يتم الانتباه من الوقوع فيها من قبل المبرمجين.